# Damernas turnering i fotboll vid panamerikanska spelen 2015
Damernas turnering i fotboll vid panamerikanska spelen 2015 avgörs i Hamilton, Ontario, Kanada under perioden 11–25 juli 2015.

## Matchresultat

### Gruppspel

#### Grupp A
| 1     | 11 juli 2015 |  | – |  | Hamilton Pan Am Soccer Stadium |                   |
| UTC−4 | UTC−4        |  |   |  | Hamilton, Ontario              | Hamilton, Ontario |
| UTC−4 | UTC−4        |  |   |  | Hamilton, Ontario              | Hamilton, Ontario |
| UTC−4 | UTC−4        |  |   |  | Hamilton, Ontario              | Hamilton, Ontario |

| 2     | 11 juli 2015 |  | – |  | Hamilton Pan Am Soccer Stadium |                   |
| UTC−4 | UTC−4        |  |   |  | Hamilton, Ontario              | Hamilton, Ontario |
| UTC−4 | UTC−4        |  |   |  | Hamilton, Ontario              | Hamilton, Ontario |
| UTC−4 | UTC−4        |  |   |  | Hamilton, Ontario              | Hamilton, Ontario |

| 5     | 14 juli 2015 |  | – |  | Hamilton Pan Am Soccer Stadium |                   |
| UTC−4 | UTC−4        |  |   |  | Hamilton, Ontario              | Hamilton, Ontario |
| UTC−4 | UTC−4        |  |   |  | Hamilton, Ontario              | Hamilton, Ontario |
| UTC−4 | UTC−4        |  |   |  | Hamilton, Ontario              | Hamilton, Ontario |

| 6     | 14 juli 2015 |  | – |  | Hamilton Pan Am Soccer Stadium |                   |
| UTC−4 | UTC−4        |  |   |  | Hamilton, Ontario              | Hamilton, Ontario |
| UTC−4 | UTC−4        |  |   |  | Hamilton, Ontario              | Hamilton, Ontario |
| UTC−4 | UTC−4        |  |   |  | Hamilton, Ontario              | Hamilton, Ontario |

| 9     | 18 juli 2015 |  | – |  | Hamilton Pan Am Soccer Stadium |                   |
| UTC−4 | UTC−4        |  |   |  | Hamilton, Ontario              | Hamilton, Ontario |
| UTC−4 | UTC−4        |  |   |  | Hamilton, Ontario              | Hamilton, Ontario |
| UTC−4 | UTC−4        |  |   |  | Hamilton, Ontario              | Hamilton, Ontario |

| 10    | 18 juli 2015 |  | – |  | Hamilton Pan Am Soccer Stadium |                   |
| UTC−4 | UTC−4        |  |   |  | Hamilton, Ontario              | Hamilton, Ontario |
| UTC−4 | UTC−4        |  |   |  | Hamilton, Ontario              | Hamilton, Ontario |
| UTC−4 | UTC−4        |  |   |  | Hamilton, Ontario              | Hamilton, Ontario |

#### Grupp B
| 3     | 11 juli 2015 |  | – |  | Hamilton Pan Am Soccer Stadium |                   |
| UTC−4 | UTC−4        |  |   |  | Hamilton, Ontario              | Hamilton, Ontario |
| UTC−4 | UTC−4        |  |   |  | Hamilton, Ontario              | Hamilton, Ontario |
| UTC−4 | UTC−4        |  |   |  | Hamilton, Ontario              | Hamilton, Ontario |

| 4     | 11 juli 2015 |  | – |  | Hamilton Pan Am Soccer Stadium |                   |
| UTC−4 | UTC−4        |  |   |  | Hamilton, Ontario              | Hamilton, Ontario |
| UTC−4 | UTC−4        |  |   |  | Hamilton, Ontario              | Hamilton, Ontario |
| UTC−4 | UTC−4        |  |   |  | Hamilton, Ontario              | Hamilton, Ontario |

| 7     | 15 juli 2015 |  | – |  | Hamilton Pan Am Soccer Stadium |                   |
| UTC−4 | UTC−4        |  |   |  | Hamilton, Ontario              | Hamilton, Ontario |
| UTC−4 | UTC−4        |  |   |  | Hamilton, Ontario              | Hamilton, Ontario |
| UTC−4 | UTC−4        |  |   |  | Hamilton, Ontario              | Hamilton, Ontario |

| 8     | 15 juli 2015 |  | – |  | Hamilton Pan Am Soccer Stadium |                   |
| UTC−4 | UTC−4        |  |   |  | Hamilton, Ontario              | Hamilton, Ontario |
| UTC−4 | UTC−4        |  |   |  | Hamilton, Ontario              | Hamilton, Ontario |
| UTC−4 | UTC−4        |  |   |  | Hamilton, Ontario              | Hamilton, Ontario |

| 11    | 19 juli 2015 |  | – |  | Hamilton Pan Am Soccer Stadium |                   |
| UTC−4 | UTC−4        |  |   |  | Hamilton, Ontario              | Hamilton, Ontario |
| UTC−4 | UTC−4        |  |   |  | Hamilton, Ontario              | Hamilton, Ontario |
| UTC−4 | UTC−4        |  |   |  | Hamilton, Ontario              | Hamilton, Ontario |

| 12    | 19 juli 2015 |  | – |  | Hamilton Pan Am Soccer Stadium |                   |
| UTC−4 | UTC−4        |  |   |  | Hamilton, Ontario              | Hamilton, Ontario |
| UTC−4 | UTC−4        |  |   |  | Hamilton, Ontario              | Hamilton, Ontario |
| UTC−4 | UTC−4        |  |   |  | Hamilton, Ontario              | Hamilton, Ontario |

### Utslagsspel

#### Semifinaler
| 13    | 22 juli 2015 |  | – |  | Hamilton Pan Am Soccer Stadium |                   |
| UTC−4 | UTC−4        |  |   |  | Hamilton, Ontario              | Hamilton, Ontario |
| UTC−4 | UTC−4        |  |   |  | Hamilton, Ontario              | Hamilton, Ontario |
| UTC−4 | UTC−4        |  |   |  | Hamilton, Ontario              | Hamilton, Ontario |

| 14    | 22 juli 2015 |  | – |  | Hamilton Pan Am Soccer Stadium |                   |
| UTC−4 | UTC−4        |  |   |  | Hamilton, Ontario              | Hamilton, Ontario |
| UTC−4 | UTC−4        |  |   |  | Hamilton, Ontario              | Hamilton, Ontario |
| UTC−4 | UTC−4        |  |   |  | Hamilton, Ontario              | Hamilton, Ontario |

#### Match om tredjepris
| 15    | 24 juli 2015 |  | – |  | Hamilton Pan Am Soccer Stadium |                   |
| UTC−4 | UTC−4        |  |   |  | Hamilton, Ontario              | Hamilton, Ontario |
| UTC−4 | UTC−4        |  |   |  | Hamilton, Ontario              | Hamilton, Ontario |
| UTC−4 | UTC−4        |  |   |  | Hamilton, Ontario              | Hamilton, Ontario |

#### Final
| 16    | 25 juli 2015 |  | – |  | Hamilton Pan Am Soccer Stadium |                   |
| UTC−4 | UTC−4        |  |   |  | Hamilton, Ontario              | Hamilton, Ontario |
| UTC−4 | UTC−4        |  |   |  | Hamilton, Ontario              | Hamilton, Ontario |
| UTC−4 | UTC−4        |  |   |  | Hamilton, Ontario              | Hamilton, Ontario |

|                |
| Brazil 2015 #1 |

|                  |
| Colombia 2015 #2 |

|                |
| Mexico 2015 #3 |